# Мюджю
Мюджю (азерб. Mücü) — село в Исмаиллинском районе Азербайджана. Входит в Таглабийанский муниципалитет.

## География
Расположено на берегу реки Мюджичай, под горой Фитдаг (1808,9 метров), к востоку от районного центра Исмаиллы, и к северу от села Баскал.

## История
В XIX — начале XX веков Мюджи находился в составе Российской империи. После упразднения Ширванского ханства на территории бывшего ханства была образована Ширванская провинция. Среди магалов Ширванской области был Гоузский магал, в котором располагалась деревня Мюджюли (название по источнику). Сведения о Мюджюли приводятся в «Описание Ширванской провинции», составленном в 1820 году. В нём сообщается о наличии 14 семейств, платящих подать и о том, что деревня принадлежит Мардан-беку и его родственникам за исключением двух частей изъятых в казну. Деревня обязана была доставлять хану 14 вьюков дров и раз в год косить сено и «снимать хлебъ».

## Население
«Кавказский календарь» на 1856 год сообщает о селе Муджи с «татарским» (азербайджанским) населением, по религии одна треть сунниты а две трети шииты, язык жителей азербайджанский, по терминологии того времени обозначенный как «татарский».
По данным посемейных списков на 1886 год, в селе Муджи — татарские Шемахинского уезда насчитывалось 45 дымов и 446 жителей.
Национальность жителей обозначалась как азербайджанцы (в источнике записаны татарами). Религиозная принадлежность —  368 мусульман-шиитов и 78 мусульман-суннитов.
Согласно результатам Азербайджанской сельскохозяйственной переписи 1921 года селение Мюджи тюркский входило в состав Басхальского сельского общества Шемахинского уезда Азербайджанской ССР, с преобладающей национальностью — азербайджанские тюрки (азербайджанцы). Численность населения — 412 человек (78 хозяйств).
По материалам издания «Административное деление АССР», подготовленным в 1933 году Управлением народно-хозяйственного учёта Азербайджанской ССР (АзНХУ), по состоянию на 1 января 1933 года Мюджи состоял в составе Таглабиянского сельсовета (сёла Кельфарадж, Сардахар, Таглабиян, Зарнава) Исмаиллинского района Азербайджанской ССР. В селе проживало 560 человек, среди которых было 300 мужчин и 260 женщин. Национальный состав сельсовета, к которому принадлежал Мюджи, состоял преимущественно из «тюрок» (азербайджанцев) — 66,8% и татов — 33,2%.